# Димерсвиль
Димерсвиль (нем. Diemerswil) — населённый пункт в Швейцарии, входит в состав коммуны Мюнхенбухзе округа Берн-Миттельланд в кантоне Берн.
Население составляет 204 человека (на 31 декабря 2021 года).

## История
До 2009 года входил в состав округа Фраубруннен в качестве отдельной коммуны (официальный код — 0536). С 2010 года вошёл в состав нового округа Берн-Миттельланд.
1 января 2023 года присоединён к коммуне Мюнхенбухзе.